# Апелляционный суд Свеаланда
Апелляционный суд Свеаланда (швед. Svea hovrätt) является крупнейшим из шести апелляционных судов в Швеции, находится в городе Стокгольм. Суд был создан в 1614 году и до открытия в 1789 году Верховного суда, являлся судом высшей инстанции для всей страны.

## Президенты
- 1614–1633: Магнус Брахе (швед. Magnus Brahe)
- 1633–1640: Габриэль Густавсон Оксеншерна (швед. sv:Gabriel Gustafsson Oxenstierna)
- 1641–1661: Пер Брахе (швед. Per Brahe)
- 1661–1668: Севед Боссон Боот (швед. Seved Bosson Bååt)
- 1668–1673: швед. Johan Nilsson Gyllenstierna d.y.
- 1674–1677: швед. Bengt Horn
- 1677–1680: швед. Knut Jönsson Kurck
- 1680–1682: Магнус Габриэль Делагарди (швед. Magnus Gabriel De la Gardie)
- 1682–1695: швед. Gustaf Adolph De la Gardie
- 1695–1703: швед. Lars Wallenstedt
- 1703–1714: швед. Gabriel Falkenberg
- 1715–1716: швед. Reinhold Johan von Fersen
- 1718–1723: швед. Carl Gyllenstierna
- 1723: швед. Gabriel Stierncrona
- 1723–1731: швед. Pehr Scheffer
- 1731–1736: швед. Hans von Fersen
- 1736–1743: швед. Otto Reinhold Strömfelt
- 1743–1750: швед. Carl Frölich
- 1750–1751: швед. Carl Gustaf Löwenhielm (kanslipresident)
- 1751–1753: швед. Henric Hammarberg
- 1753–1768: швед. Johan Gerdesköld
- 1768–1772: швед. Adam Fredenstjerna
- 1772–1787: швед. Johan Rosir
- 1787–1810: швед. Carl Axel Wachtmeister
- 1810–1826: швед. Henning Adolph von Strokirch
- 1826–1833: швед. Josua Sylvander
- 1833–1835: швед. Jonas Evelius
- 1836–1845: швед. Eric Gabriel von Rosén
- 1845–1856: швед. Carl Eric Isberg
- 1856–1867: швед. Gustaf Adolph Vive Sparre
- 1867–1870: швед. Ludvig Theodor Almqvist
- 1870–1880: Луи Герхард де Геер (швед. Louis Gerhard De Geer)
- 1880–1889: швед. Karl Johan Berg
- 1889–1899: швед. Nils Henrik Vult von Steyern
- 1899–1910: швед. Erik Elliot
- 1910-1918: Ивар Афзелиус
- 1918–1920: швед. Hjalmar Westring
- 1920–1931: Вюрттемберг, Эрик Теодор Маркс фон
- 1931–1946: швед. Birger Ekeberg
- 1946–1950: швед. Arthur Lindhagen
- 1950–1957: швед. Harry Guldberg
- 1957–1963: швед. Herman Zetterberg
- 1963–1967: швед. Sture Petrén
- 1967–1983: швед. Sten Rudholm
- 1983–1995: швед. Birgitta Blom
- 1996–2007: швед. Johan Hirschfeldt
- 2008–2018: Фредрик Версэлль (швед. Fredrik Wersäll)
- 2018– Андерс Перклев (швед. Anders Perklev)